# 山本智美
山本 智美（やまもと ともみ、1972年6月4日 - ）は、日本の歌手。石川県出身。血液型はB型。身長157cm。

## 来歴
歌謡スクールに在籍中にスカウトされ、イベント等での活動を開始する。1991年にバップからシングル「マーメイドプリンセス」でCDデビューし、同年に日本テレビ音楽祭・新人賞を受賞した。抜群の歌唱力と愛らしい顔立ちで人気を集めたが、3枚目のシングル「ロコモーション」のレコーディング中に舌根部腫瘤が判明し、療養のために芸能界を一時引退した。
その後、地元の石川県で子供向けのダンスやボーカルの指導を始め、2004年に同県内灘町にエンターテイメントスタジオ「BABY☆HIPS」、2009年にファッションスタジオ「HOMIE」を開設した。その間、2008年には能登半島地震被災者への応援歌「ONE」を製作し、歌手活動も再開した。2009年10月にはWHO（世界保健機関）の認定歌手として、十数年ぶりにニューセンチュリーレコードからCD「たべものワルツII」をリリースした。
2020年　株式会社コールオン設立、代表取締役就任。
2020年10〜12月　いしだ壱成在籍
（2021年4月まで演技講師を務めた。）
2022年　一般社団法人ベイビーヒップス設立、理事長就任。

## ディスコグラフィ
すべてシングル。
- マーメイドプリンセス（1991年5月、バップ）
- ハロー・グッドバイ（1992年2月、バップ）
- たべものワルツ（2009年10月、ニューセンチュリーレコード）

## 出演

### テレビドラマ
- 何かが部屋で手招きする（1991年、関西テレビ）

### テレビ番組
- ビバ！6チャンネル（朝日放送）
- レッツ・イングリッシュ（テレビ朝日）
- オールナイトフジ（フジテレビ）
- うるとら7:00（日本テレビ）
- ますこっとたわー（TBS）
- ダウンタウンDX（読売テレビ）
- スターボウリング（テレビ東京）
- 角野君の◯◯マンデー (北陸放送）

### ラジオ番組
- ワールドエスニックビート（FMヨコハマ）
- 山本智美のアイドルランド

### CM
- 芦原温泉 清風荘
- 大安閣（現・セントセシリア迎賓館） - 結婚式場イメージガール
- 第一興商
- サマージャンボ宝くじ